# Rotes Rathaus
Das Rote Rathaus ist das Berliner Rathaus, der Sitz des Regierenden Bürgermeisters, der Senatskanzlei und Tagungsort des Senats von Berlin. Es befindet sich in der Rathausstraße 15 im Ortsteil Mitte. Errichtet wurde es von 1861 bis 1871 nach Plänen Hermann Friedrich Waesemanns im Rundbogenstil als Sitz des Oberbürgermeisters, der Stadtverordnetenversammlung und des Magistrats von Berlin. Seine Bezeichnung geht auf die rote Ziegelfassade zurück.

## Lage und Umgebung

Lage des Rathauses und des Alten Stadthauses in der Altstadt Berlins (rot markierte Gebäude)

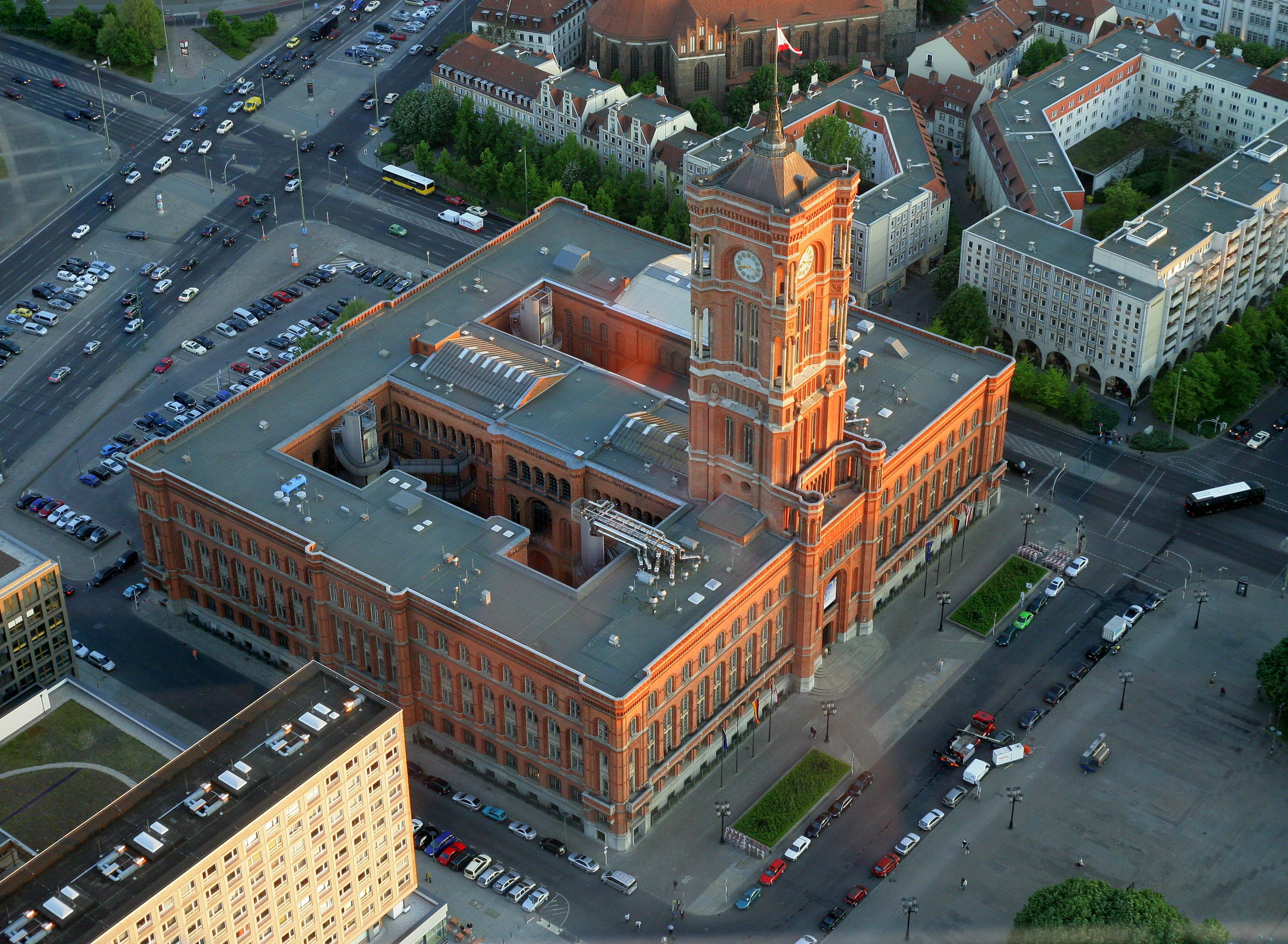
Ansicht des Rathauses vom Berliner Fernsehturm

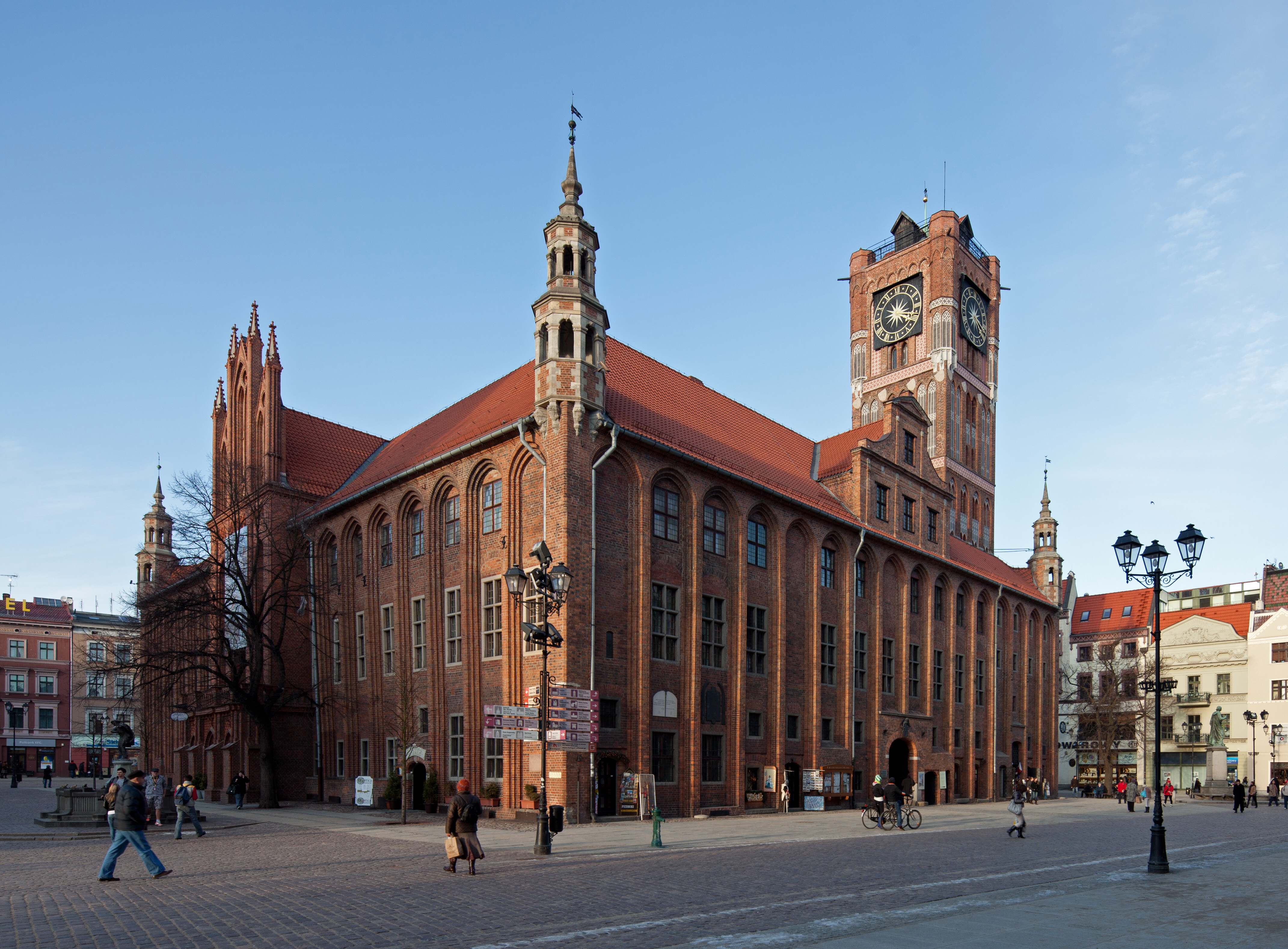
Rathaus von Thorn als mögliche architektonische Inspirationsquelle

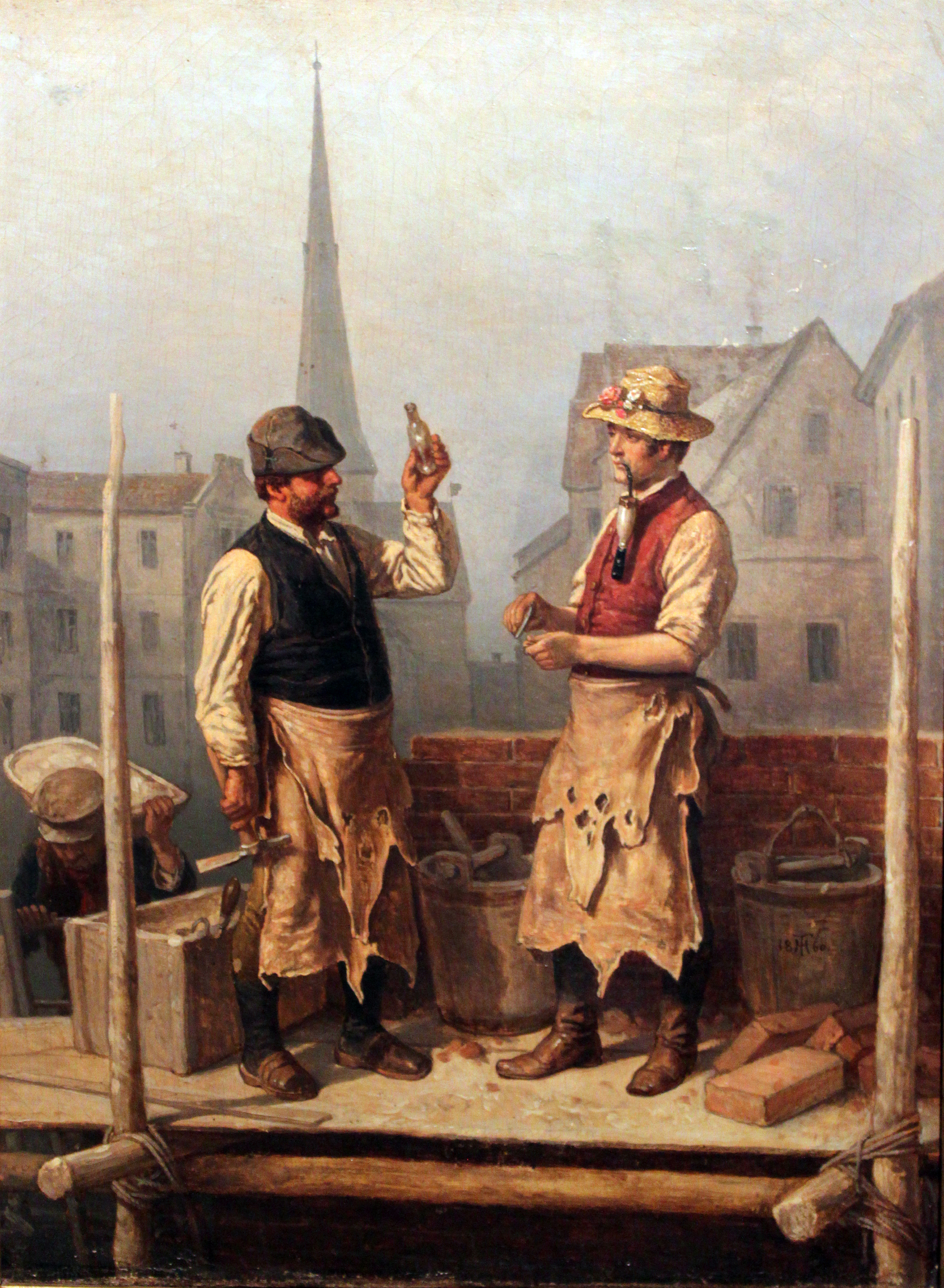
Maurer beim Bau des Roten Rathauses,
Theodor Hosemann, 1861

Das Rote Rathaus umgeben die Rathausstraße (Nordwest), Jüdenstraße (Nordost), Gustav-Böß-Straße (Südost) und die Spandauer Straße (Südwest). Während der DDR-Zeit entstand durch die großzügige Abräumung Alt-Berlins nach 1950 eine große Freifläche um das Rote Rathaus. Diese füllten ab den späten 1960er Jahren der Park am Fernsehturm, die Rathauspassagen und in den 1980er Jahren das Marx-Engels-Forum und das Nikolaiviertel zum Teil auf. Das Marx-Engels-Forum und den Park am Fernsehturm bezeichnet die Stadtentwicklungsverwaltung von Berlin seit dem Beginn des 21. Jahrhunderts zusammenfassend als Rathausforum, einen offiziellen Namen trägt die Anlage jedoch nicht. Der Großteil des Gebietes hat in dieser Form theoretischen Bestandsschutz bis 2030. Die Kreuzung der Hauptachsen des Fernsehturms und des Rathauses markiert seit 1969 der ursprünglich vor dem Stadtschloss stehende Neptunbrunnen.
Unmittelbar vor dem Roten Rathaus entstand unter der Rathausstraße seit 2013 der U-Bahnhof Rotes Rathaus als Teil der Verlängerung der U-Bahn-Linie 5 vom Alexanderplatz zum Brandenburger Tor. Er wurde am 4. Dezember 2020 eröffnet. Den Bauarbeiten waren archäologische Grabungen vorausgegangen, die unerwartet gut erhaltene Reste des mittelalterlichen Berliner Rathauses, des Rathausturms und der Gerichtslaube freilegten. Große Teile davon sollen in Form eines archäologischen Fensters präsentiert werden.

## Geschichte
Bevor das heutige Rathaus entstand, hatte Karl Friedrich Schinkel um 1817 eine Serie von Umbauplänen des alten Rathauses vorgelegt. Die genügten vermutlich nicht den Vorstellungen der Städtischen Baudeputation, denn diese schrieb 1857/1858 eine Konkurrenz (einen Wettbewerb) für einen kompletten Rathausneubau aus, „ein der Bedeutung der Stadt würdiges Monument“ sollte entstehen. Namhafte Architekten hatten Entwürfe eingereicht, unter anderem Friedrich von Schmidt (der das Wiener Rathaus geplant hatte), Eduard Knoblauch und Ernst Klingenberg sowie Friedrich Adler, Hermann Nicolai und Robert Cremer. Die genannten Baumeister erhielten zwar Preise für ihre Entwürfe, gebaut wurde danach jedoch nicht. So erhielt der preußische Königliche Baurat Hermann Friedrich Waesemann 1859 den Auftrag für den Bau nach eigenen Entwürfen. In die arbeitete er entsprechend den Ratsvorstellungen einige Ideen der Konkurrenz ein.
Die Bauausführung geschah in zwei Etappen von 1860 bis 1865 und von 1865 bis 1871, zunächst errichteten die Bauhandwerker den Sockel aus schlesischem Granit, der mit roten Klinkern verblendet wurde, für die beiden Gebäudeteile entlang der Jüden- und Königstraße. Nachdem das alte Rathaus sorgfältig abgetragen worden war, folgten die übrigen Gebäudeteile. Inspirationsquelle für die architektonische Gestaltung der Fassade könnte das mittelalterliche Rathaus der Stadt Thorn in Westpreußen mit seinen Blendbögen und dem wuchtigen Turm in Ziegelbauweise gewesen sein. Andere Quellen nennen Einflüsse der oberitalienischen Renaissance für die Fassaden. Die Architektur des Turms wurde an die Türme der Kathedrale von Laon in Frankreich angelehnt. Die erste Ratssitzung in dem Neubau fand am 30. Juni 1865 statt und am 6. Januar 1870 tagte auch die Stadtverordnetenversammlung erstmals hier. Zu dieser Zeit war die künstlerische Ausstattung der Räume und Gänge jedoch noch nicht fertiggestellt. Mit der Einweihung der Festräume beim Empfang für die Abgeordneten des ersten deutschen Reichstags anlässlich der Verabschiedung der Reichsverfassung galt das Rathaus am 17. April 1871 als fertiggestellt.
Der Bau ersetzte ein teilweise aus dem Mittelalter stammendes Gebäude und nahm einen durch Zukäufe gebildeten, nahezu quadratischen Straßenblock ein. Die mittelalterliche Gerichtslaube, Teil des alten Rathauses, wurde erst 1871 abgerissen. Originalteile davon verwendete Heinrich Strack für eine im Park Babelsberg errichtete identische Kopie. Die endgültigen Baukosten für das neue Rathaus betrugen mehr als zehn Millionen Mark, als Vorgabe waren lediglich drei Millionen geplant worden. Im Jahr 1882 wurde eine Fernsprechanlage im Gebäude installiert. Zwischen 1902 und 1911 erfolgte zur Entlastung des für die Unzahl an Verwaltungsaufgaben mittlerweile zu klein gewordenen Rathauses der Bau des Stadthauses am Molkenmarkt, einige Zeit auch als Neues Rathaus bezeichnet.
Die Bildung Groß-Berlins hatte 1921 einen behutsamen Umbau des Stadtverordnetensaals für nunmehr 225 Stadtverordnete durch Ludwig Hoffmann zur Folge. Laut Hoffmann hatte Waesemann mit dem Rathaus eine der „schönsten und stolzesten Bauten Berlins, ein Werk aus einem Guss“ geschaffen. Während der Zeit des Nationalsozialismus tagten im Roten Rathaus keine Stadtverordneten mehr, die letzte Sitzung fand am 12. März 1933 statt. In ihrem Saal versammelten sich nunmehr 45 Ratsherren, die nur Beratungsfunktionen ausüben durften. Dem Oberbürgermeister war ab 1934 ein Staatskommissar beigeordnet. Beide Ämter gingen 1936 auf den Stadtpräsidenten über. Von 1934 bis 1938 erfuhr das Gebäude abermals Umbauten. Die Stadtväter verkündeten, es werde „dem Geist des Dritten Reichs angepasst“. Der Architekt war Richard Ermisch. Durch Entfernung massiver Brüstungen und eine neue Farbgebung erhielt das Treppenhaus eine lichtere Gestaltung, für die Vorhalle am Ende des Treppenhauses schuf Max Esser einen Springbrunnen und vor das Rathaus kam 1936 anlässlich der Olympiade der bronzene „Olympiabrunnen“ von Hanna Cauer.
Erster Kriegsverlust im Zweiten Weltkrieg war 1940 die Abgabe des Bronzebrunnens für die „Metallspende des deutschen Volkes“. Im November 1943 zerstörte ein Luftangriff den Festsaal. Es folgten Schäden durch weitere Luftangriffe im Herbst 1944 und am 3. Februar 1945. Am 22. April traf sowjetischer Artilleriebeschuss das bis dahin zu einem Drittel beschädigte Haus. Substanzschäden hatten der Turm und der Flügel an der Straße hinter dem Rathaus erlitten. Am 12. Mai 1945 brannte der Bibliothekssaal ab. Bereits Ende Mai begannen Mitarbeiter mit Instandsetzungen des jetzt zu ungefähr 50 Prozent zerstörten Hauses. Besonders starke Schäden hatten der Ratsherrensaal und der Festsaal erlitten. Der Berliner Magistrat, die Stadtverordnetenversammlung und der Oberbürgermeister hatten deshalb ihren Sitz im Neuen Stadthaus in der Parochialstraße. Er veranlasste 1947 die Entfernung der unbeschädigt gebliebenen Bronzestatuen König Friedrichs I. und Kaiser Wilhelms I. am Haupteingang.

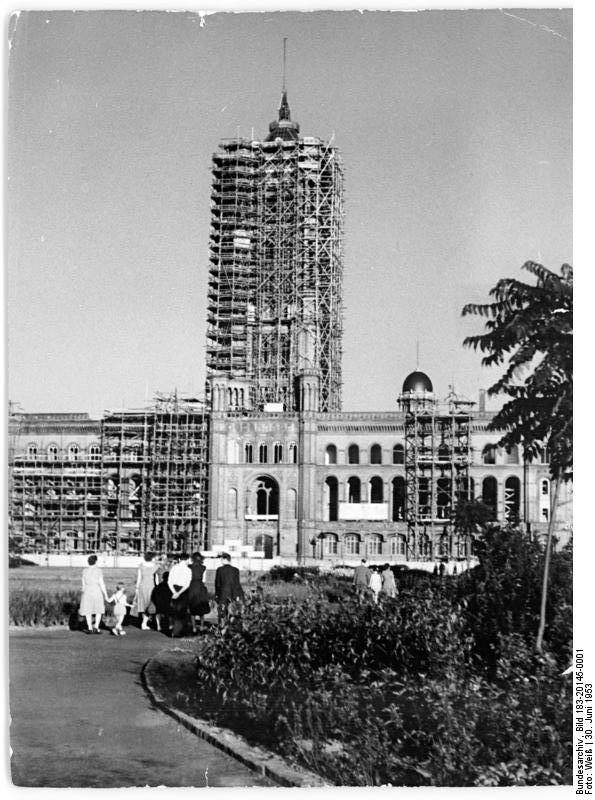
Der Wiederaufbau ist in vollem Gange, 1953

Von 1951 bis 1956 wurde das Rote Rathaus nach Plänen des Architekten Fritz Meinhardt für den Ost-Berliner Magistrat wiederhergestellt. Der Außenbau entstand weitestgehend originalgetreu. Dachflächen, zerstörte Fassadenteile sowie Teile des Turms und der „Steinernen Chronik“ wurden ersetzt. Im Inneren des Rathauses ließ Meinhardt nur das Haupttreppenhaus, das weitgehend unzerstört geblieben war, unverändert. Vor allem im ersten Obergeschoss wurden Verwaltungs- und Repräsentationsräume komplett umgestaltet. Die Bauarbeiten standen unter der Verantwortung des Entwurfsbüros für Hochbau I. Zum Einsatz kamen 500.000 hartgebrannte Ziegel in 920 verschiedenen Formaten, hergestellt im VEB Ziegelwerk Großräschen für die stark gegliederten Fronten. Für die Erneuerung der Balkonbrüstungen fertigte der Bildhauer Richard Schnauder die Modelle. Das Gebäude wurde am 30. November 1955 offiziell wieder eingeweiht. Bei der Schlüsselübergabe an den Ost-Berliner Oberbürgermeister Friedrich Ebert verkündete der beauftragte Bauarbeiter Max Körper: „Von hier aus wird einst ganz Berlin verwaltet werden“.
Die erste Sitzung der „Volksvertretung Groß-Berlin“ an ihrem neuen Sitz fand am 30. November 1956 im wieder aufgebauten Roten Rathaus statt. Infolge der Teilung Berlins waren in dem Rathaus der Magistrat, die spätere Stadtverordnetenversammlung und der Oberbürgermeister Ost-Berlins untergebracht. Der Senat und das Abgeordnetenhaus von West-Berlin hatten bis 1991 ihren Sitz im Rathaus Schöneberg. Am 1. Oktober 1991 kehrte, wie 1955 bei seiner Einweihung vorhergesagt, im wiedervereinigten Berlin die Verwaltung der Stadt ins Rote Rathaus zurück. Es dient seitdem als Sitz des Berliner Senats und des Regierenden Bürgermeisters. Das Berliner Abgeordnetenhaus tagt im Gebäude des ehemaligen preußischen Abgeordnetenhauses.
Von 2005 bis 2006 wurde die Bausubstanz am Turm erneuert. Innerhalb der einjährigen Sanierung erhielten auch die Zifferblätter der Turmuhr eine neue Goldauflage.
Seit Juni 2010 erzeugt eine von der Berliner Energieagentur installierte Photovoltaikanlage mit 160 Solarmodulen auf dem Flachdach des Gebäudes rund 36.000 Kilowattstunden Strom im Jahr.

## Architektur und Bauschmuck

### Bauwerk allgemein und Fassaden
Der Bau besteht aus vier Flügeln über einem quadratischen Grundriss mit den Seitenlängen 99 m × 99 m. Sie umschließen drei offene Innenhöfe. Einer der Höfe erhielt in den 2000er Jahren ein Glasdach und dient häufig für größere Empfänge. Die Fassaden an den vier Straßenfronten sind mit schmalen Seitenrisaliten und je einem breiten Mittelrisalit gegliedert. Auf den Ecken Jüdenstraße und Spandauer Straße werden die Risalite mit polygonalen Ecktürmen abgeschlossen. Das gesamte Gebäude ist mit einem umlaufenden Hauptgesims mit Attika bekrönt. Die Gebäudehöhe bis hierher beträgt 27 Meter. Die Fronten zur Rathausstraße und zur Gustav-Böß-Straße weisen rundbogige Fensternischen auf, die das erste und zweite Stockwerk umfassen. Eine große Portalnische bildet den Haupteingang in das Rathaus. In den Nischen seitlich des Hauptportals befanden sich ursprünglich Bronzeplastiken. Die linke Plastik des Bildhauers Erdmann Encke stellte König Friedrich I. dar, die rechte König Wilhelm I. aus der Werkstatt von Karl Keil. Seit dem Jahr 1947 sind die Nischen leer.
Einige Teile der Fassade sind mit allegorischen Figuren, Ornamenten und auch einem Berliner Wappen geschmückt, die von Ferdinand August Fischer modelliert wurden.

### Terrakottafries

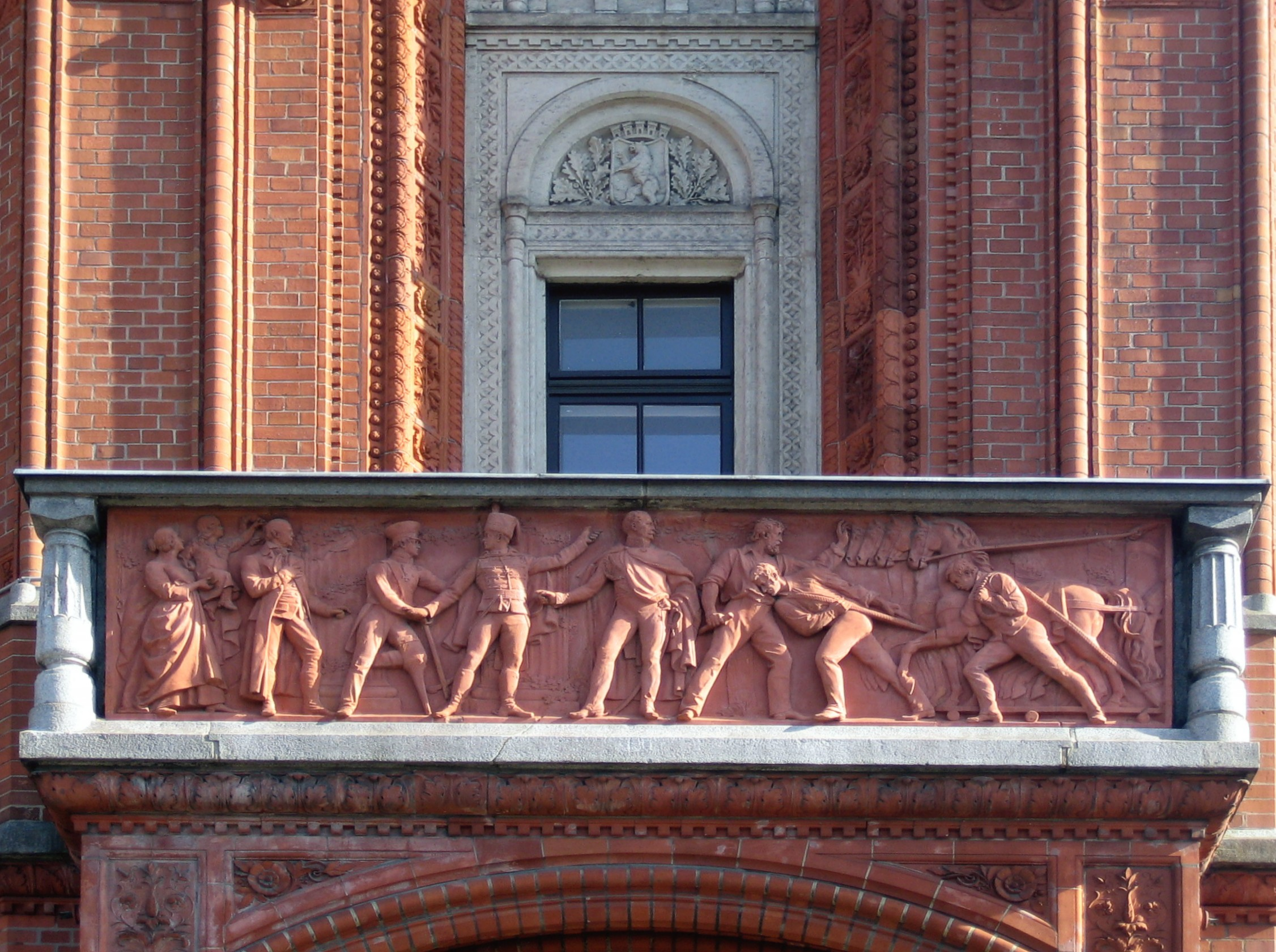
Detail der Fassade mit Terrakotta-Relief Nummer 29: Rückführung der Quadriga des Brandenburger Tors

Außergewöhnlich ist der bauplastische Schmuck am umlaufenden Balkon in Höhe des ersten Stockwerks. Der Terrakottafries (auch als Steinerne Chronik bezeichnet) aus 36 je 4 Meter × 6 Meter großen Relieftafeln mit Ereignissen der Geschichte Berlins und Brandenburgs vom 12. Jahrhundert bis zur Reichsgründung im Jahr 1871 wurde zwischen 1876 und 1879 von Ludwig Brodwolf, Alexander Calandrelli, Otto Geyer und Rudolf Schweinitz gestaltet.

### Turm
Die vom Architekten gewählte Höhe des Turmes (bis zur Brüstung 74 Meter und bis zur Spitze 94 m messend) wird von Historikern als „Zeichen des bürgerlichen Stadtstolzes der Berliner im 19. Jahrhundert“ gewertet, denn er ist damit höher als die Kuppel des Berliner Stadtschlosses.
Mit seinem baldachinartigen Aussehen und den aufgelockerten Ecken bestimmt der Rathausturm die Stadtsilhouette mit. Er besitzt einen Grundriss von etwa 12 Metern × 13 Metern, 375 Stufen führen bis auf das Plateau. Waagerecht wird der Turm durch Sandsteinsäulen und Pilaster betont. An jeder Turmseite stehen in kleinen Erkern aus farbigem glasierten Ton gefertigte Wappentiere, insgesamt acht Bären, die nach Entwürfen von Friedrich Wilhelm Wolff entstanden.
Die große runde Turmuhr lieferte Johann Mannhardt aus Mannheim. Die nach dem Krieg erneuerte Original-Turmuhr besitzt vier je 4,75 Meter im Durchmesser messende Zifferblätter mit einer vorgesetzten Schmiedekunst und einem zwei Meter langen Minuten- sowie einem 1,30 Meter langen Stundenzeiger. Dazu wurde ein Turmgeläut eingebaut, das viertelstündlich mit dem Schlagton C ertönt, der Stundenschlag ist auf den Ton D abgestimmt. In den vier Ecknischen des Turmes wurden im Jahr 1894 allegorische Figuren aufgestellt. Sie zeigen die Fischerei (Bildhauer Adolf Brütt), die Schifffahrt (Bildhauer Ernst Herter), den Handel (Bildhauer Peter Breuer) und den Ackerbau (Bildhauer Otto Geyer).
Eine Nutzung des Turmes erfolgt nicht, sodass sich hier Wanderfalken ansiedeln konnten. Vorstellbar wäre ansonsten, ihn als Aussichtsturm freizugeben.

## Innenausstattung

### Treppen, Repräsentationsräume und Weiteres

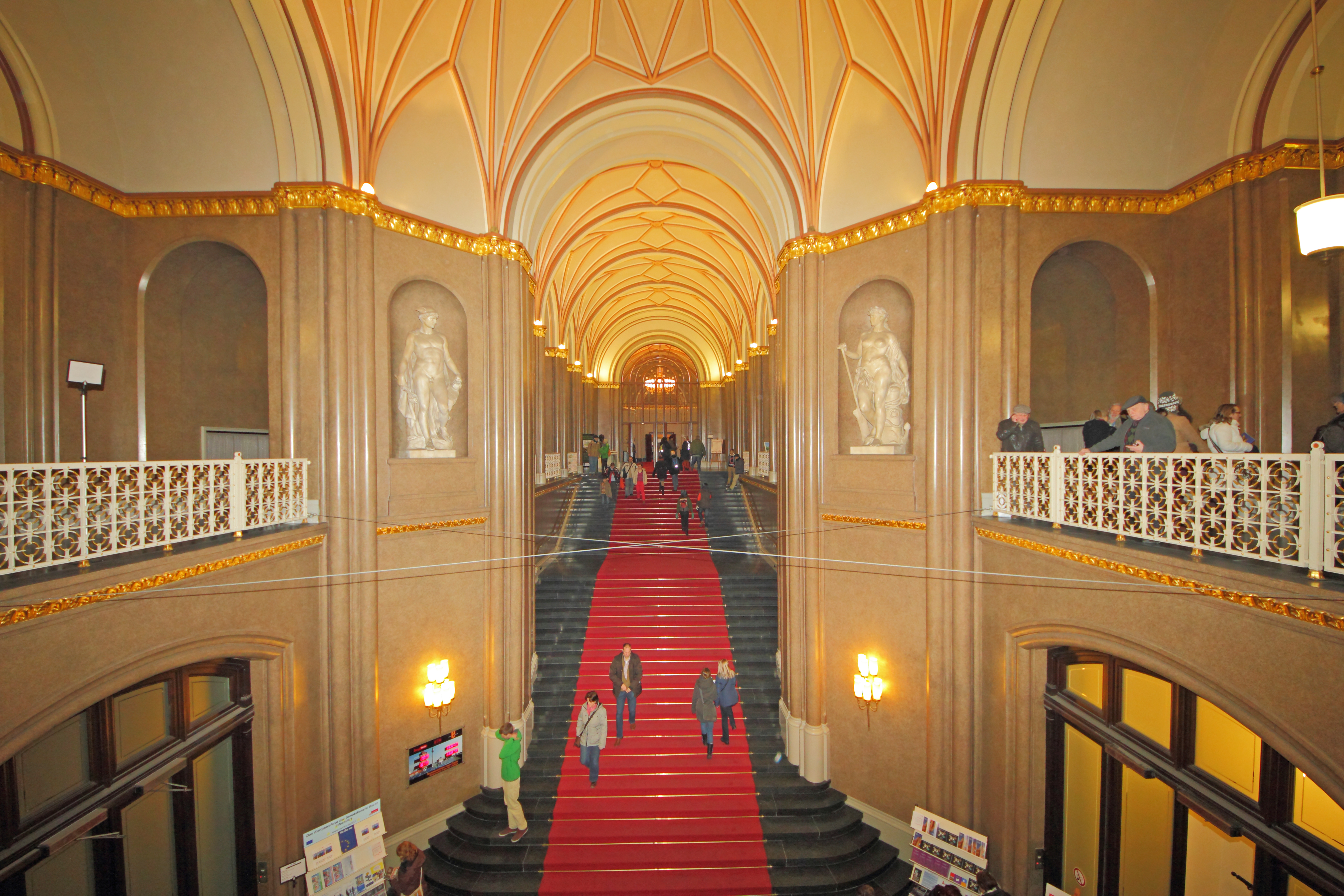
Eingangshalle von der Rathausstraße

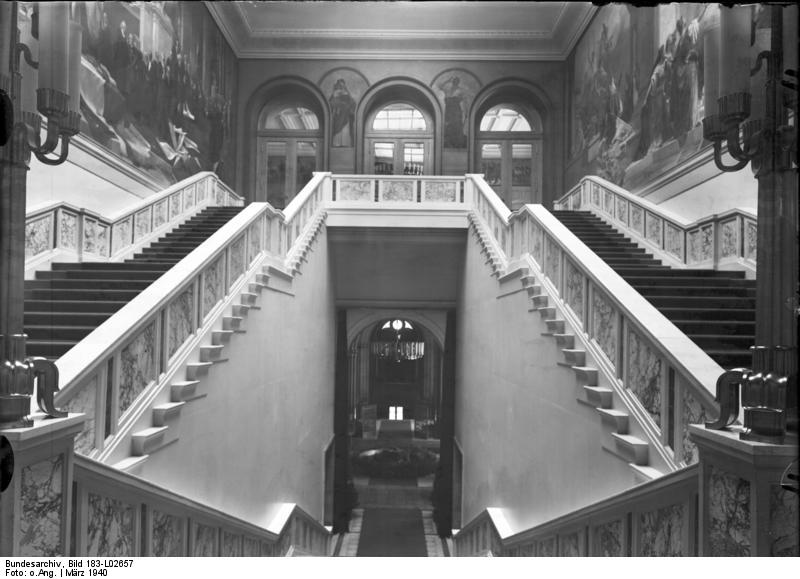
Treppenhalle des Roten Rathauses, 1940

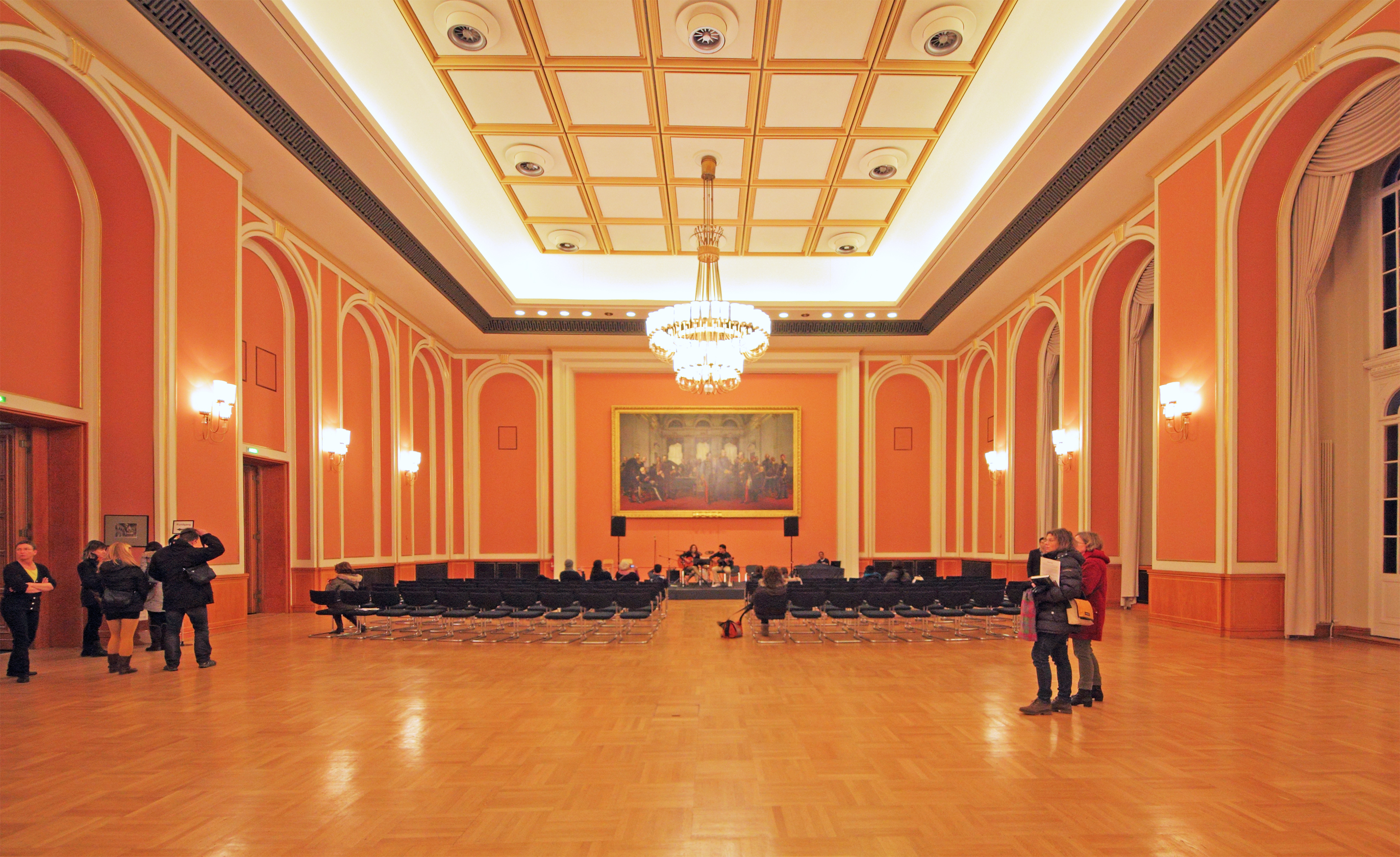
Festsaal mit dem Gemälde Berliner Kongress von Anton von Werner

Im Erdgeschoss und im ersten Obergeschoss befinden sich die Eingangshalle mit Treppenhaus, die Vorhalle, die Wandelhalle, Garderoben, der Stadtverordnetensitzungssaal (heute der Wappensaal, der die Wappen aller 1920 bis 1979 vorhandenen 20 Berliner Stadtbezirke zeigt), der Speisesaal, der Säulensaal mit der Galerie, die Vorhalle vor den Räumen des Oberbürgermeisters.
Im Foyer steht eine Glasvitrine, in der das jeweils aktuelle Goldene Buch aufgeschlagen präsentiert wird. Seit Einführung des Ehren-Gästebuchs im Jahr 1918 haben sich darin zahlreiche prominente Besucher eingetragen, darunter viele Politiker, Wissenschaftler, Künstler oder Sportler. Aktuell (Stand im Jahr 2018) wird bereits das neunte derartige Buch benutzt, die vorherigen sind entweder in Archiven oder direkt im Rathaus eingelagert. Vor den Unterschriften der Gäste bereitet ein Kalligraph den entsprechenden Text vor.
Weitere Vitrinen enthalten ausgewählte Ehrengeschenke hoher Staatsgäste.
Die Treppe wurde aus schwarzem Syenit gefertigt. Einige der inneren Säulen des Gebäudes bestehen aus Gusseisen, viele Säulen und Pfeiler aus Sandstein, häufig mit Stuckmarmor (Stucco lustro) verkleidet. Die neuen Heizkörper erhielten kunstvolle schmiedeeiserne Gitter aus der Werkstatt von Fritz Kühn, der ebenfalls die Fenstergitter an der Rathausstraße neu anfertigte.
An der Gestaltung der Repräsentationsräume waren zahlreiche namhafte Künstler beratend oder praktisch beteiligt, darunter Hugo Vogel und Georg Bleibtreu. Die letzten Pinselstriche erfolgten erst in den 1890er Jahren. Sie hatten historische Szenen an die Wände gemalt, die seit dem Wiederaufbau in den 1950er Jahren nicht mehr vorhanden sind. Die Wandbilder im Magistratssitzungssaal zeigten überlebensgroß gemalte preußische Regenten im entsprechenden Gewand und mit den Reichsinsignien ausgestattet. Nachdem die Stadt Berlin den auch als Eröffnung des Festsaals gedachten Empfang zum Abschluss des Berliner Kongresses wegen eines Attentates auf Kaiser Wilhelm I. absagen musste, gab Oberbürgermeister Hermann Duncker dem Historienmaler Anton von Werner den Auftrag, die Kongressteilnehmer bei ihrer letzten Sitzung im Palais Schulenburg zu malen. Das große Ölgemälde zierte in einem eigens angefertigtem Schaurahmen den Festsaal, bis es in der NS-Zeit in einen Saal ohne Publikumsverkehr kam. Nach 1945 zunächst sowjetische Beutekunst, wurde es nach Rückgabe an die DDR eingelagert. Bis 1990 diente der Festsaal als Tagungsraum der Ost-Berliner Stadtverordnetenversammlung mit der Bezeichnung Großer Saal. Im Zuge der Neugestaltung wird das Gemälde wieder am alten Platz gezeigt. Der heutige Säulensaal beherbergte ursprünglich die Ratsbibliothek.

### Arbeitsräume

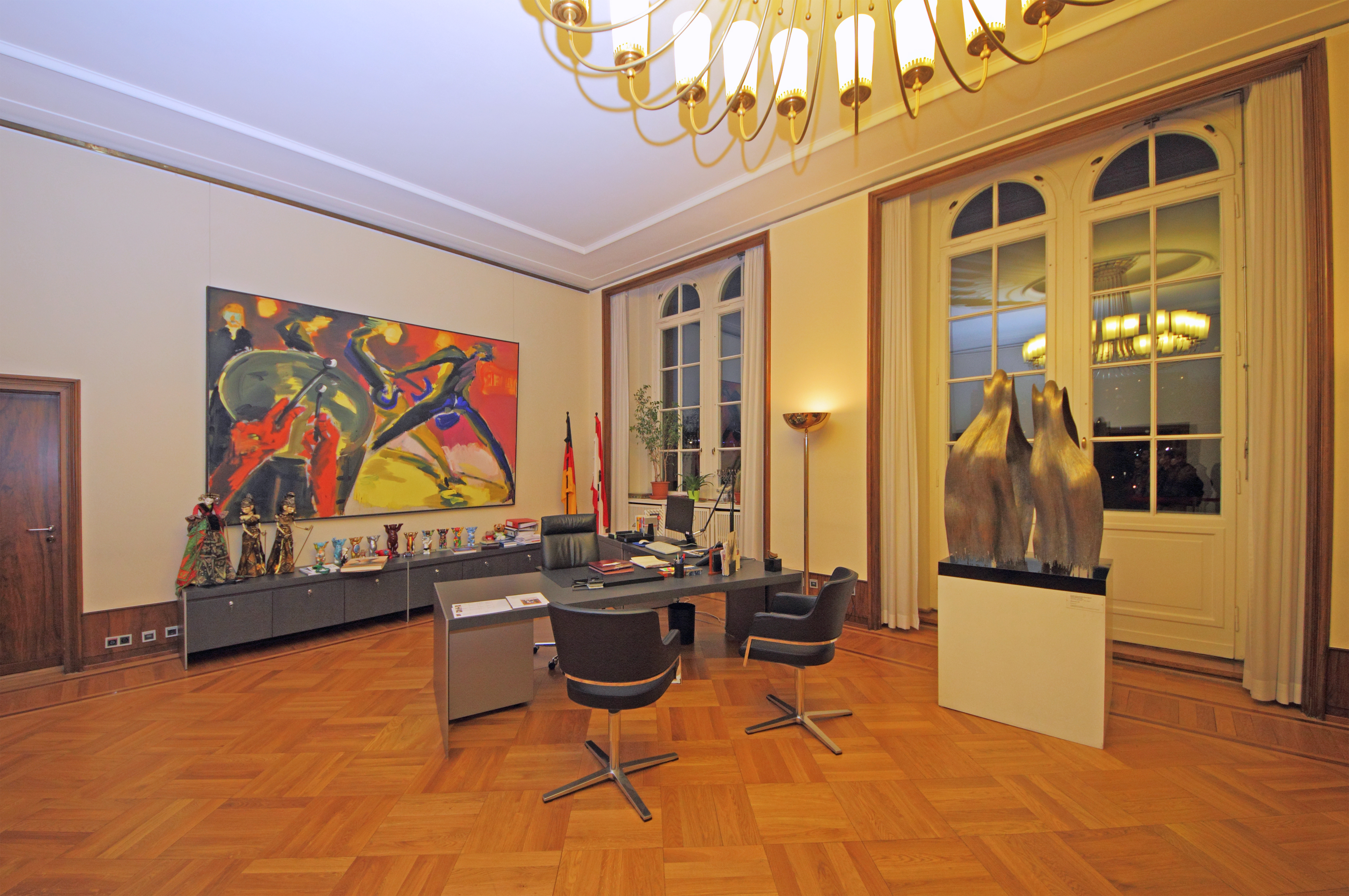
Arbeitszimmer des Regierenden Bürgermeisters

Bis in das 20. Jahrhundert hinein enthielt das Rathaus auch die Dienstwohnung des Oberbürgermeisters, für deren Fertigstellung eine Nachfinanzierung nötig war.
Im zweiten und dritten Stockwerk sind 38 Büroräume vorhanden. In der zweiten Etage gibt es einen Sitzungssaal und in der dritten Etage schließlich noch zwei Sitzungsräume, das Abgeordnetenkabinett, einen Speisesaal und noch einmal etliche Büroräume. Der Speisesaal bietet 170 Sitzplätze und wird seit 2004 von der Gemeinnützigen Union Sozialer Einrichtungen (USE) betrieben.
Insgesamt hält das Rathaus 252 Büros sowie 15 Sitzungs- und Veranstaltungssäle bereit.

### Keller
Bei allen früher gebauten Rathäusern war in den Kellerräumen eine Gastronomie vorhanden, meist als Ratskeller bezeichnet. Die Ratstrinkstube oder der Bernauer Keller waren häufig Treffpunkte für Ratsherren in Feierlaune. Der Name nach der Stadt Bernau entstand wegen des hier ausgeschenkten Bernauer Biers. Der neue Ratskeller erstreckte sich parallel zur Königstraße in ganzer Gebäudebreite. Er eröffnete am 5. Oktober 1869 seine Räume und Nebenräume. Hier trafen sich auch die an der Ausgestaltung beteiligten Künstler. Die Restauration, ein Wein- und Bierlokal, stand aber auch allen Berlinern offen und war gut besucht. Nach den Schäden im Zweiten Weltkrieg wurde der Ratskeller im Jahr 1964 mit fünf Gasträumen wieder hergerichtet und neu eröffnet. Sein Herzstück, die achteckige Bierstube, lag direkt unter dem Rathausturm mit dem massiven Stützpfeiler in der Mitte, der den Rathausturm trägt. Hier war 1861 der Grundstein für das Gebäude gelegt worden. 1991 wurde der Ratskeller geschlossen. Mittlerweile ist er eine Kantine, die auch regelmäßig für die Öffentlichkeit geöffnet ist. Sie wird von der USE mitversorgt und bietet vor allem bodenständige deutsche Küche. Häufige Nutzer sind Senioren aus den benachbarten Einrichtungen und Wohnhäusern sowie Touristen.
Im Keller befindet sich außerdem ein 500 Quadratmeter großes Lager, das Original-Bausteine, Schmucksteine wie Ornamente, Rosetten und Tafeln mit dem Berliner Bären und dem Brandenburger Adler sowie Gussvorlagen enthält. Diese wertvollen Bauelemente (geschätzter Wert zwei Millionen Euro) dienen dazu, Teile des Gebäudes nach Zerstörungen durch Unwetter oder einfach durch Herausfallen infolge der Witterung, schnell denkmalgerecht wiederherstellen zu können.

### Kunstwerke und bauliche Änderungen ab dem 20. Jahrhundert
Beim Wiederaufbau entfernten oder verzichteten die Planer auf die Standbilder, Büsten und Riesengemälde der Hohenzollern, sie waren „verstaubte Überbleibsel vergangener Epochen“. Andere Skulpturen erhielten neue Standorte, so die Darstellung Die Spree (Sprea) des Bildhauers Jeremias Christensen, die sich seit 1955 im Tierpark Berlin befindet.
Zur gleichen Zeit wurde über dem ehemaligen Magistratssitzungssaal und der Großen Vorhalle eine Zwischendecke eingezogen. So entstanden neue Bürozimmer und die Repräsentationsräume des Oberbürgermeisters mit der Fensterfront zur Rathausstraße. Der Magistratssitzungssaal wurde in den ersten Stock über dem Eingang in der Jüdenstraße verlegt. Der vorherige Raum fand schon früher keinen rechten Anklang bei den Magistratsmitgliedern. In einer Beschreibung des Stadtsyndikus Friedrich Lange hieß es im Jahr 1920 dazu: „ein unfreundlicher, dunkler, muffiger Raum mit vorsintflutlichen Heizsäulen, ohne jegliche Ventilation, dessen lastender Eindruck noch durch die überlebensgroßen Ölbilder früherer Hohenzollern und Oberbürgermeister an den Wänden verstärkt wird. Traditionspflege braucht nicht mit falscher Sparsamkeit und geschmackloser Unkultur verknüpft zu sein. Das Ganze paßt aber zu den kasernenartigen Treppen und Fluren des Hauses.“